# Tälningsån
Tälningsån är ett vattendrag som rinner upp i Voxna socken som bäck och heter så ned till sjön Övre Tälningen, som av lokal äldre Voxnabefolkning kallas Voxnatälningen. Ån fortsätter nerströms sjön med namnet Övre Tälningsån, vanligt numera på de flesta kartor, ån heter dock enbart Tälningsån i hela sin längd för lokal äldre Voxnabefolkning och rinner ner, över sockenrån till Alfta socken, till sjön Tälningen. Åsträckan ur Tälningen till sjön Mållången kallades därför tidigare alltså också för Tälningsån, men numera för Nedre Tälningsån på kartorna. 
Ån hette före flottningsepoken, som här startade under tidigt 1860-talet, för Torrån, sannolikt för sin på flera strömsträckor här vanliga rikedom på stenblock, som ofta var, och i några orensade sträckor ännu är, så tätt liggande att allt vatten därför normalt rinner trängt bara djupt ner mellan blocken, med torra överytor på de tätt liggande blocken, med ån till synes torrlagd. Det var alltså genom flottningen som åns delsträckor av praktiska skäl då fick sina nya namn. Den tätt ännu blockrika Rullanströmmen i Övre Tälningsån har troligen fått sitt namn efter att timret under den tidigaste flottningen av nödvändighet rullades över strömsträckan, innan det senare byggdes en timmerränna där.
Hans Lidman, Edsbyn, flugfiskade tidigt öring årligen enligt sin fiskedagbok i Tälningsån (senare från och med den 4 juli 1944 kallad Nedre Tälningsån i fiskedagboken). Åsträckan blev namnändrad i dagboken efter att han innan fiskat i och då särskiljande antecknat Övre Tälningsån, första gången den 30 juni 1944, sedan även den 27 juni och 2-3 juli 1945, allt enligt fiskedagboken. Besöket i Övre Tälningsån gjordes som en följd av att hans favoritvattendrag Mållångsboån hade förstörts för fiske (sedan så också för Nedre Tälningsån), hade torrlagts nerströms utloppet ur Mållången den sommaren 1944, med där då färdigbyggd regleringsdamm med nolltappning. Flera av hans bilder och berättelser i hans böcker om flugfiske kommer sedan från Övre Tälningsån. Denna övre del av ån kallades då även den för "Svartån" i hans böcker, som alltså ursprungligen i böckerna var namnet för främst Mållångsboån, men även för Flaxnan.
Utter och bäver förekommer i Övre Tälningsån.
Hela Övre Tälningsån är tänkt att få ingå i av länsstyrelsen Gävleborg planerad naturreservatsbildning kallad Tälningsbrännans naturreservat. Ån har kulturmiljöinventerats inför kommande tänkta återställningåtgärder.
Sjön Tälningen är dämd och används som ett översta årsregleringsmagasin, innebärande omvänd vattenföring till åsystemet, med ekologiskt skadlig onaturlig maxvattenföring vintertid och minimiflöde sommartid, i stället för naturligt tvärs om minimiflöde vintertid. Därför skadligt nedanför i hela biflödet till Voxnan, genom bildning av krav och kravis, strandis och bottenis för Nedre Tälningsån, Mållångsboån, Flaxnan och Frösteboån/Viksjöforsån ner till Voxnan uppströms Alfta. Magasinet används för driftvattenmaximering till samtidigt byggt vattenkraftverk vid Alfta i Voxnan.
Regleringsdammen för Tälningen har i gällande vattendom från 2001 (den ursprungliga från 1944 och nästa 1959) ålagts att till Nedre Tälningsån släppa minimitappning 0,2 m3/s under tiden maj-september, under övrigt tid minst 0,1 m3/s. Länsstyrelsen Gävleborg har under 2018 hos Mark- och miljödomstolen ansökt för omprövning av vattendomen, för ändring av villkor för regleringen av Tälningen (och Mållången nedströms). Ansökan omfattar yrkande om att regleringsdammen i Tälningens utlopp ska få anlagt ett omlöp, en fiskvandringsväg. Omprövningens huvudsyfte är att säkerställa möjligheten till fiskpassage mellan Flaxnan, Mållången, Tälningen och Övre Tälningsån. Därigenom kommer förutsättningarna att nå fastställda miljökvalitetsnormer för vattenförekomsterna från Övre Tälningsån via Tälningen och Mållången till Flaxnan att påtagligt förbättras.